# Tu viện Emmaus

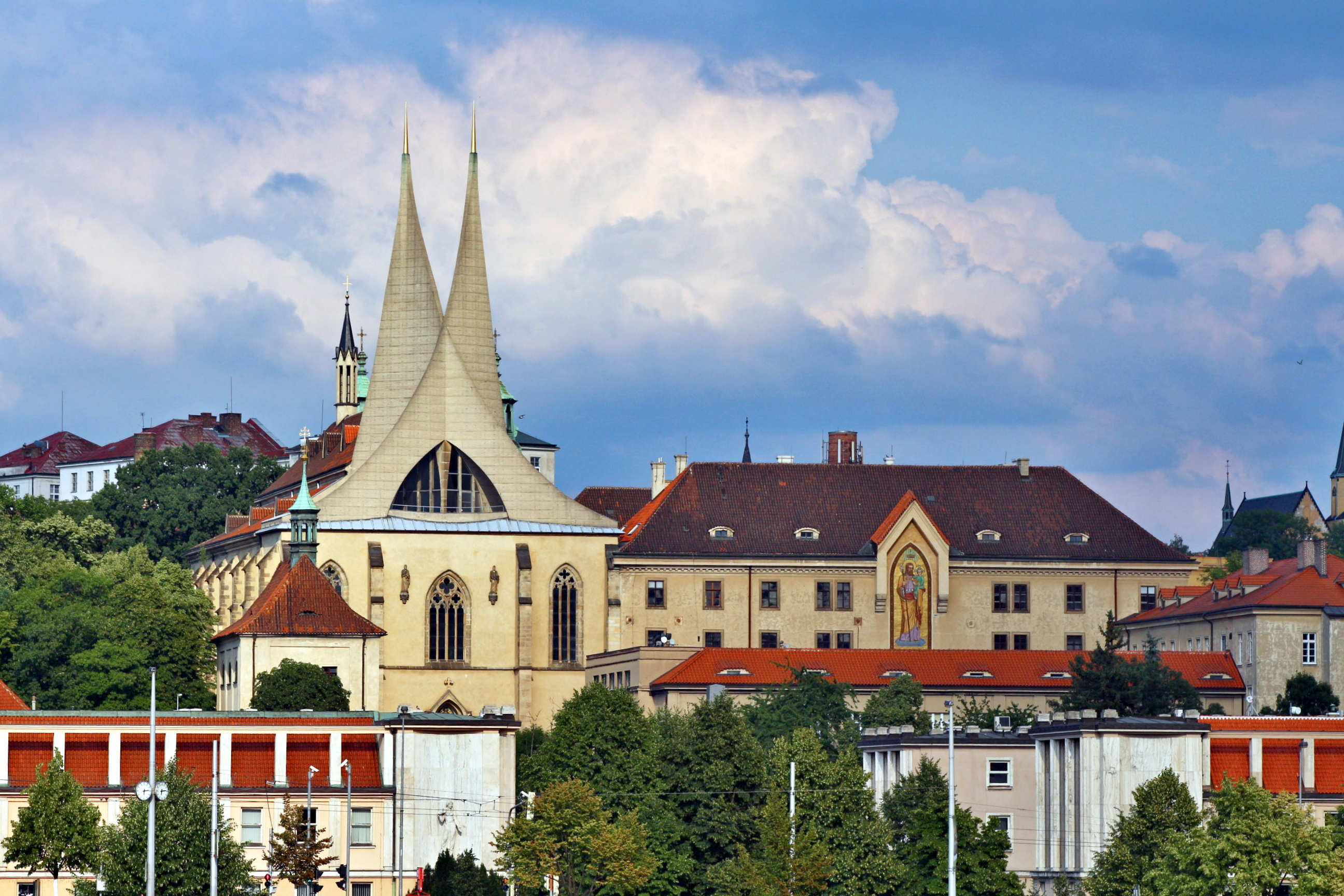
Hình ảnh Tu viện Emmaus

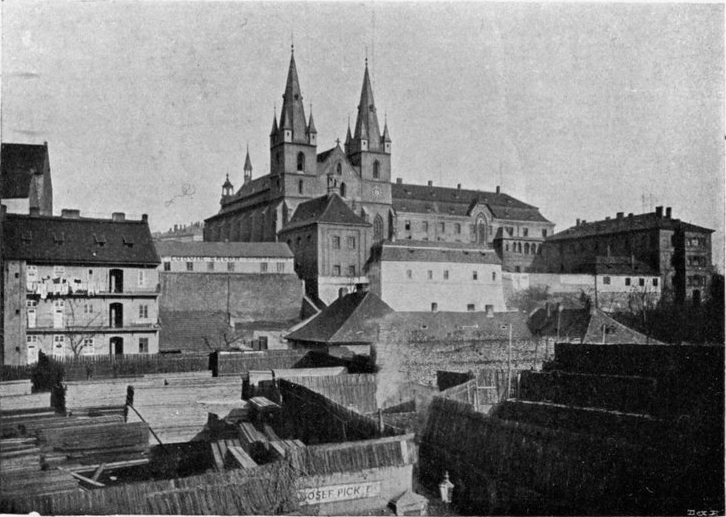
Tu viện vào cuối thế kỷ 19

Tu viện Emmaus (tiếng Séc: Emauzy hay Emauzský klášter), thời Trung Cổ còn được gọi là Na Slovanech, là một tu viện ở Praha được thành lập vào năm 1347. Đây là tu viện duy nhất tại vương quốc Bohemia và toàn bộ vùng Slav có các tín đồ theo dòng Bênêđíctô.
Trong những năm 1360, các hành lang của tu viện được trang trí với một bộ 85 bức tranh tường theo phong cách Gothic, nội dung các bức tranh được lấy cảm hứng từ Tân Ước và Cựu Ước. Ngoài ra còn có nhiều bức bích họa nguyên bản đã bị phai màu với các biểu tượng của người Pagan từ thế kỷ 14. Sau này có hai ngôi đền tháp được xây thêm.
Charles Đệ Tứ đã trao cho tu viện mới thành lập bản thảo Phúc âm Reims, có lẽ đã bị thất lạc từ Praha trong thời Chiến tranh Hussite. Tu viện trở thành một trung tâm văn hóa và nghệ thuật, các sinh viên của Cyril và Methodius học ở đó cùng với Jan Hus.
Trong Chiến tranh thế giới thứ hai, tu viện đã bị Gestapo chiếm giữ. Các nhà sư bị đưa đến trại tập trung Dachau. Tòa nhà và các hầm của tu viện đã bị phá hủy bởi một cuộc ném bom của Mỹ vào Praha vào ngày 14 tháng 2 năm 1945. Năm 1960, người ta cho xây dựng thêm những mái nhà hiện đại với gác chuông. Vào năm 1990, tu viện được quản lý bởi ba tu sĩ và hai trong số họ sống ở đó.